# Epitheliales Zelladhäsionsmolekül
Das epitheliale Zelladhäsionsmolekül (englisch epithelial cell adhesion molecule, EpCAM) ist ein Oberflächenprotein und Zelladhäsionsmolekül, das auf der Zelloberfläche von verschiedenen Epithelzellen zu finden ist und unter anderem Zell-Zell-Kontakte vermittelt. EpCAM ist ein Zielmolekül bei der Krebstherapie mit Antikörpern bei bösartigen Geschwulsten von Epithelzellen.

## Eigenschaften
EpCAM findet man an der basolateralen Zelloberfläche von hoch- oder isoprismatischen Epithelzellen wie z. B. den Zellen der Magen-Darmschleimhaut, der Gallengänge, der Schleimhaut der Harnblase, der Bronchien, aber auch im Follikelepithel der Schilddrüse. Auf Plattenepithelien wie der Haut oder der Schleimhaut des Mundes ist es nicht zu finden.
Bei sich schnell teilenden Zellen wird es vermehrt gebildet. Dies erfolgt teilweise physiologisch so in der Embryonalentwicklung, allerdings auch bei sich in der Regel schnell vermehrenden Tumorzellen. Bei Tumorzellen kann EpCAM auch auf Zelltypen gebildet und an der Zelloberfläche vorgefunden werden, die normalerweise kein EpCAM bilden, wie z. B. bei Plattenepithelkarzinomen. Damit stellt EpCAM ein Tumor-assoziiertes Antigen für manche Tumoren dar, was zur genauen Diagnose dieser Tumoren als auch für eine spezifische Therapie genutzt wird. Bei Tumorzellen geht eine verminderte Genexpression vom EpCAM mit einer höheren Metastasenrate einher. Für den monoklonalen Antikörper Catumaxomab ist EpCAM das Zielmolekül.

## Funktion
EpCAM-Moleküle sind transmembranäre Moleküle. Der extrazelluläre Teil eines Moleküls geht mit dem extrazellulären Anteil eines anderen EpCAM-Moleküls eine Bindung ein. Deswegen wird EpCAM auch als homophiles (gleichbindendes) Zelladhäsionsmolekül bezeichnet. Dabei kann die Bindung mit Molekülen derselben Zelle als auch einer Nachbarzelle stattfinden. Der intrazelluläre Anteil eine EpCAM bindet dabei an Proteine des Zytoskeletts.
Eine Mutation des EpCAM verantwortlich für das Krankheitsbild der Intestinalen epithelialen Dysplasie (synonym tufting enteropathy). Bei dieser seltenen Erkrankung kommt es wenige Tage nach der Geburt zu nicht therapierbaren wässrigen Durchfällen durch die veränderten Darmschleimhautzellen mit der Notwendigkeit der parenteralen Ernährung.